# 西岡良仁
西岡 良仁（にしおか よしひと、1995年9月27日 - ）は、三重県津市出身の男子プロテニス選手、YouTuber。ミキハウス所属。津市立養正小学校、津市立橋北中学校、青森山田高等学校卒業。これまでにATPツアーでシングルス3勝を挙げている。ATPランキング自己最高位はシングルス24位、ダブルス210位。身長170cm、体重64kg。左利き、バックハンド・ストロークは両手打ち。
日本男子史上5人目のATPツアーシングルス優勝者で、2人目の複数回優勝者。
兄の西岡靖雄はテニスコーチ。

## 選手経歴

### ジュニア時代
三重県の津市で生まれて、4歳でテニスを始める。中学3年生の秋に錦織圭と同じアメリカ合衆国にあるIMGニック・ボロテリー・テニスアカデミーに留学をする。ジュニアナショナルチームでは日本代表としてジュニアデビスカップなどで活躍。2012年世界スーパージュニアテニス選手権大会では単複ともにベスト4進出を果たす。

### 2013年 フューチャーズ初優勝
2013年にメキシコでのフューチャーズでプロ大会初優勝。2013年11月に全日本テニス選手権大会で、自身初の決勝進出をしたが伊藤竜馬に敗れて準優勝。年間最終ランキングは442位。

### 2014年 チャレンジャー初優勝

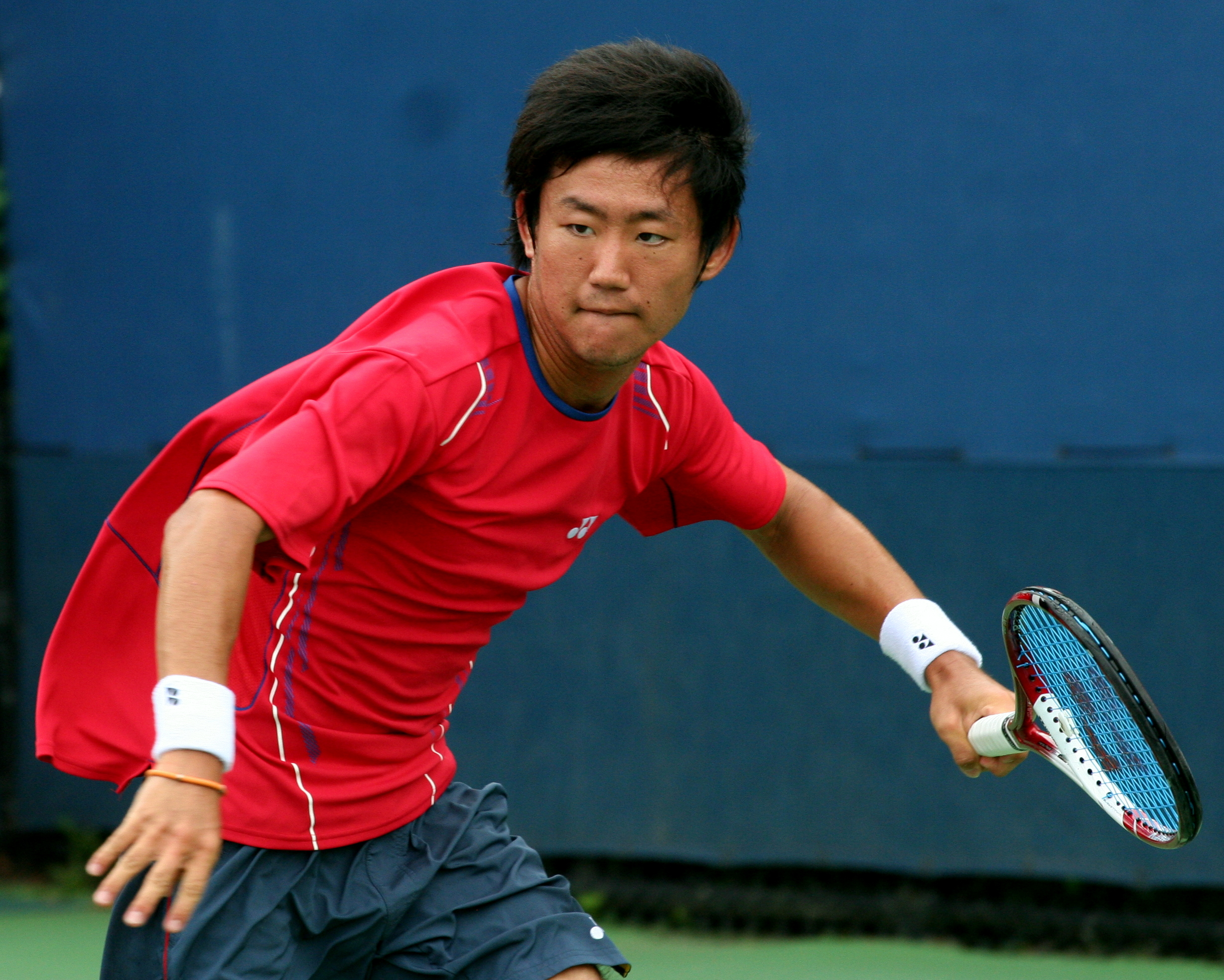
西岡良仁（2014年）

2014年1月よりプロ転向。同月にジュニア時代からラケット、ウェア等を使用していたヨネックスと所属契約を結ぶ。
6月、国内初の札幌フューチャーズに参加。決勝では地元の内山靖崇と対戦し、6-4, 6-3で勝利してフューチャーズ大会通算5勝目を挙げた。8月、4大大会予選初挑戦となった全米オープンでは予選を突破。本戦初出場となった1回戦はパオロ・ロレンツィと対戦したが、1-6, 2-6, 1-2で途中棄権をして敗れた。
9月上海チャレンジャーでATPチャレンジャーツアー初優勝を果たす。
同月、仁川アジア大会では決勝まで勝ち進み、第1シードで世界ランク37位の盧彦勲を6-2, 6-2のストレートで下して、日本人では1974年テヘラン大会の坂井利郎以来40年ぶりとなる、男子シングルスでのアジア大会優勝を果たした。年間最終ランキングは166位。

### 2015年 グランドスラム初勝利
2月、デルレイビーチ国際テニス選手権では予選を突破し、グランドスラム以外では自身初のATPツアー本戦出場を果たすと1回戦はイゴール・セイスリングに7-5, 6-1で、2回戦もマリンコ・マトセビッチに6-1, 6-3で勝利し、日本人では2008年の錦織圭以来のベスト8入り。準々決勝はバーナード・トミックに敗れた。5月、全仏オープン予選を突破し、全仏オープン初、グランドスラム2度目の本戦出場を果たした。1回戦で世界ランク4位のトマーシュ・ベルディハと対戦し、0-6, 5-7, 3-6のストレートで敗れた。
8月、米国ワシントンで行われたシティ・オープンで、初めてATPワールドツアー500の予選を突破。1回戦でアレクサンダー・ズベレフに6-7(1), 3-6で敗れるも、試合で放ったロブショットがATP公式サイトにHOT SHOTとして紹介される。また、続いて出場したコメリカバンク・チャレンジャーでも、2回戦で見せた背面でのパッシングショットが、再びATP公式サイトで取り上げられるなど話題を呼んだ。なお、このショットは最終的に2015年度のチャレンジャーツアーHOT SHOT年間Best1に選ばれた。

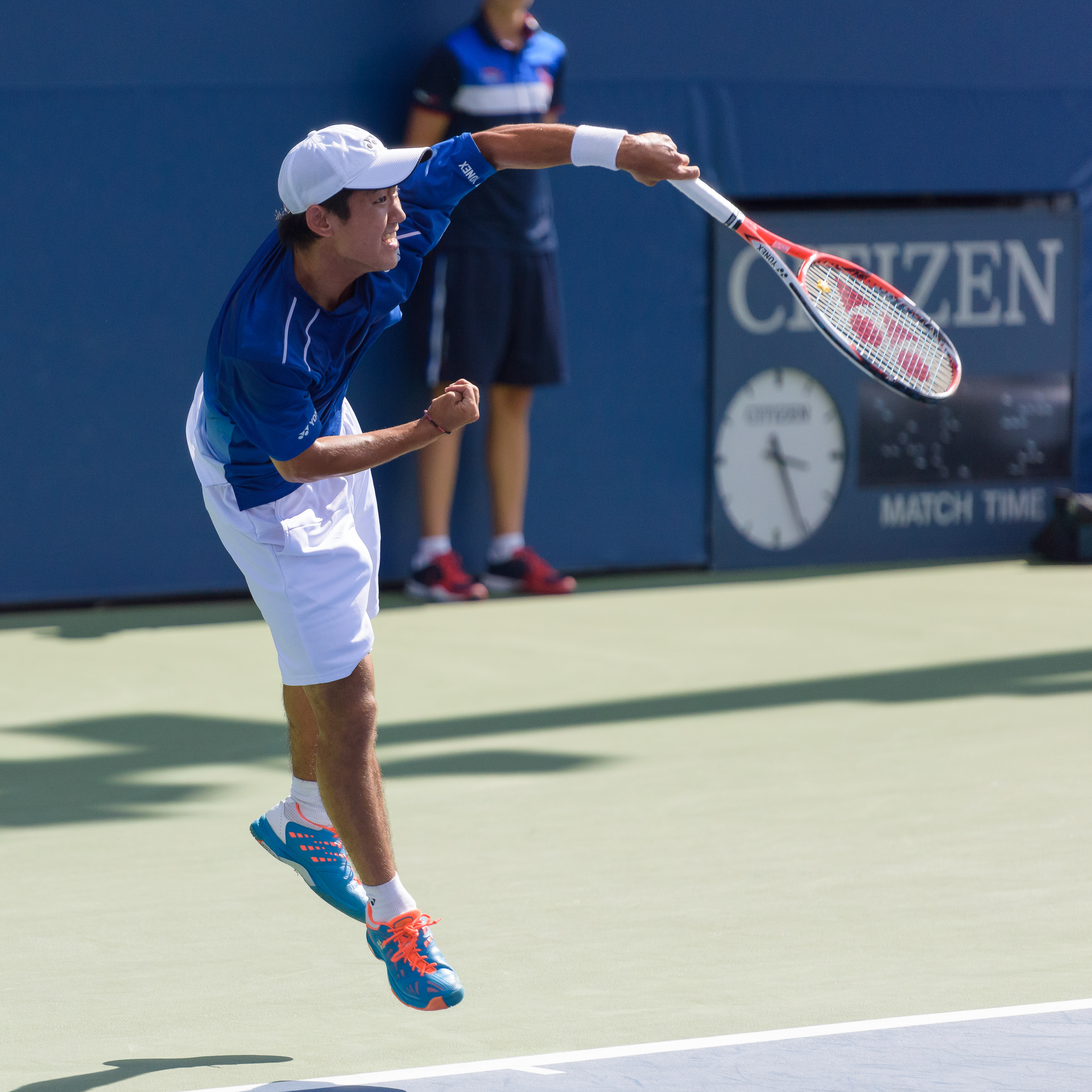
2015年全米オープンでの西岡良仁

9月、全米オープンでは予選第23シードから2年連続で予選を通過。日本人の予選通過者は西岡だけであった。1回戦でポール＝アンリ・マチューと対戦し、3時間22分に及ぶフルセットの末、6-4, 2-6, 6-7(7), 6-1, 6-2で勝利しグランドスラム本戦初勝利をあげた。2回戦ではトマス・ベルッシに0-6, 3-6, 4-6で敗れた。同月、デビスカップ日本代表に初招集され、コロンビア戦のダブルスで内山靖崇と組み初出場を果たす。ダブルスはフアン・セバスティアン・カバル／ロベルト・ファラ組に7-6, 2-6, 3-6, 2-6で敗れたが、日本チームは錦織の2勝とダニエル太郎の1勝で通算3勝2敗とし、ワールドグループ残留を決めた。
11月、愛知県豊田市で開催されたダンロップワールドチャレンジテニストーナメントの決勝で、アレクサンドル・クドリャフツェフを6-3, 6-4で破り、チャレンジャー大会二度目の優勝を果たした。シーズン終了後の翌週、中国の深圳で行われた全豪オープン・アジア＝パシフィックワイルドカードプレーオフで勝利し、2016年全豪オープンのワイルドカードを獲得した。年間最終ランキングは117位。

### 2016年 トップ100入り
1月、年初のブリスベン国際には予選から出場。予選1回戦でルカシュ・クボットを6-2, 6-0の54分で破ると、予選決勝で元世界ランク10位のエルネスツ・グルビスを6-3, 6-4で破り、本戦出場。本戦では1回戦でリュカ・プイユに6-4, 3-6, 5-7で逆転負けした。ワイルドカードにより本戦初出場した全豪オープンでは1回戦でパブロ・クエバスに6-7(5), 1-6, 4-6のストレートで敗れ、初戦敗退となった。
2月、メンフィス・オープンでは予選から出場して本戦に出場。1回戦では同じく予選上がりのジャレッド・ドナルドソンと対戦し、6-3, 6-4で勝利して今シーズンのATPツアーで初勝利を飾ると、2回戦でイリヤ・マルチェンコに6-1, 6-3で勝利し、ツアー2度目の準々決勝進出を果たす。準々決勝でサム・クエリーに3-6, 4-6で敗れた。
3月、二度目のデビスカップ日本代表となり、ワールドグループ1回戦でイギリスと対戦。内山靖崇と組んで出場したダブルスではアンディ・マリー／ジェイミー・マリー組に3-6, 2-6, 4-6で敗れ、日本チームも1勝3敗で敗退した。マイアミ・オープンでは予選決勝でオラシオ・セバジョスを破り、自身初のマスターズ1000本戦出場を果たす。本戦では1回戦でジャレッド・ドナルドソンに6-3, 6-4で勝利し、マスターズ初勝利を飾る。2回戦では世界ランク23位のフェリシアーノ・ロペスを6-4, 6-4で破り3回戦進出。3回戦では世界ランク14位のドミニク・ティームに2-6, 2-6で敗れた。
5月、全仏オープンは予選決勝で元世界ランク8位のラデク・ステパネクに3-6, 2-6で敗れ、2年連続本戦出場はならず。
6月、ウィンブルドンの予選では予選3回戦でカンタン・アリスを7-6, 4-6, 6-2, 6-3で破り初の本戦出場を決めた。本戦の1回戦ではセルジー・スタホフスキーに3-6, 4-6, 4-6で敗れた。ウィンブルドン後のニールセン・プロテニス選手権では決勝でフランシス・ティアフォーに6-3, 6-2で勝利し、チャレンジャー3勝目を挙げる。7月11日付の世界ランキングで100位となりトップ100入りを果たした。8月のアトランタ・テニス選手権では2回戦で第4シードのアレクサンドル・ドルゴポロフに6-3, 2-6, 6-1で勝利。準々決勝でオラシオ・セバジョスに6-4, 6-4で勝利し、自身初のツアーベスト4に進出を果たした。準決勝でニック・キリオスに3-6, 6-3, 3-6で敗れた。大会後のランキングで自己最高の85位となった。全米オープンでは1回戦で第23シードのケビン・アンダーソンに3-6, 5-7, 4-6のストレートで敗れた。

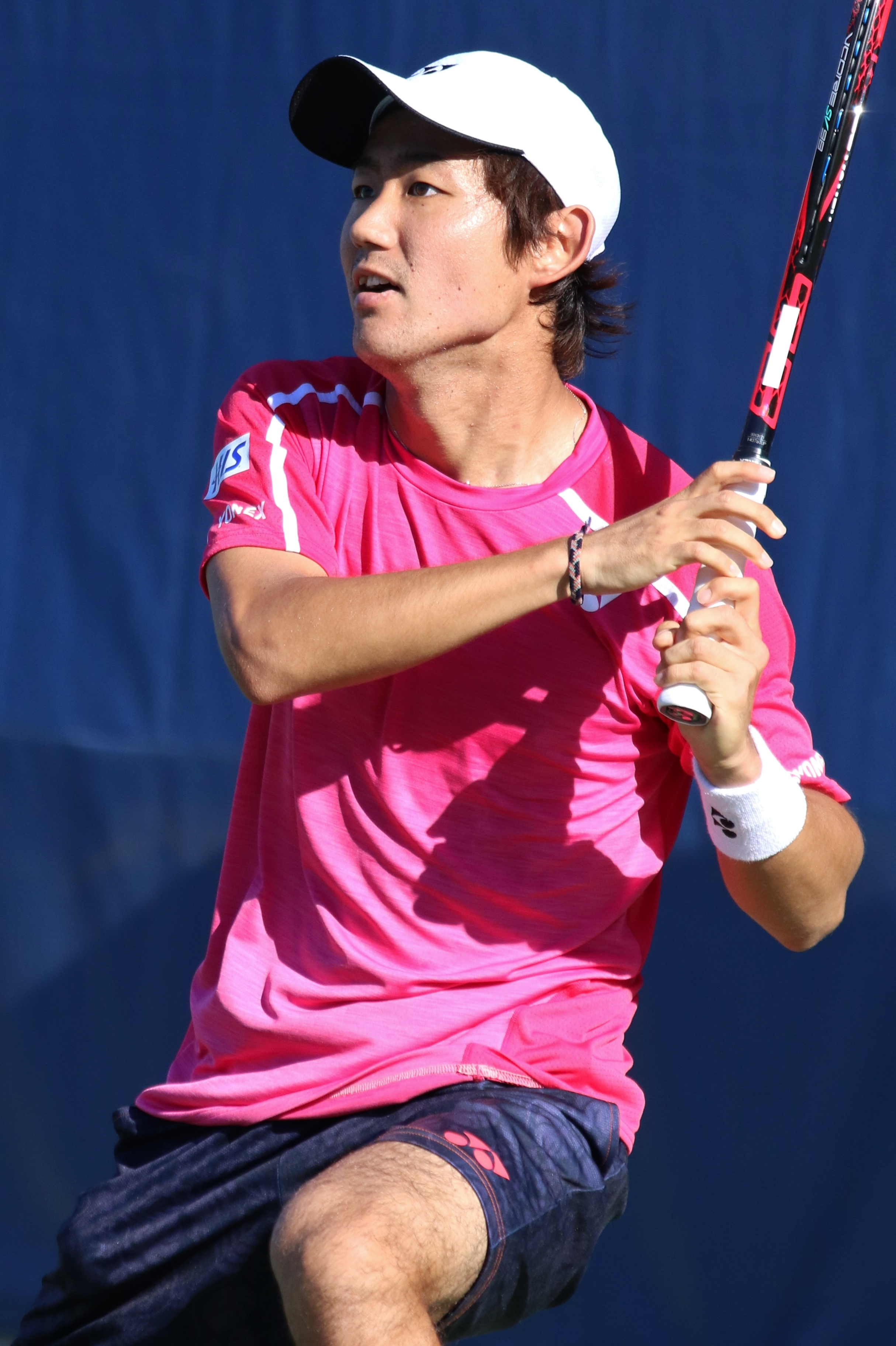
2016年全米オープンでの西岡良仁

全米後のデビスカップ・ワールドグループ・プレーオフウクライナ戦で初めてシングルスに出場した。第2試合でイリヤ・マルチェンコに6-4, 5-7, 6-4, 7-5で勝利し、デビスカップ初勝利を挙げた。第5試合も勝利をあげ、日本は5-0で勝利し、ワールドグループ残留を果たした。11月のキャピタル・カップの決勝でデニス・イストミンを降して優勝し、チャレンジャー4勝目を挙げる。11月28日付の世界ランキングで100位に復帰して2016年シーズンを終えた。

### 2017年 マスターズ4回戦進出
1月1日よりミキハウスと所属契約を結ぶ。年初のブリスベン国際は2年連続で予選通過するも、1回戦でビクトル・トロイツキに敗れた。全豪オープンでは1回戦で地元オーストラリアのアレックス・ボルトを6-4, 1-6, 6-2, 6-4で破り全豪初勝利をあげた。2回戦では第13シードのロベルト・バウティスタ・アグートに2-6, 3-6, 3-6で敗れた。続いてデビスカップ・ワールドグループ1回戦のフランス戦にシングルス2試合に出場、第2試合はジル・シモンに3-6, 3-6, 4-6で敗れ、消化試合となった第4試合はニコラ・マユに1-6, 1-1となった第2セット途中で、左腕負傷の為棄権した。2月6日付の世界ランキングで自己最高の82位を記録した。
2月のメンフィス・オープンとデルレイビーチ・オープンでは2回戦まで進出。メキシコ・オープンでは1回戦で世界ランク18位のジャック・ソックを3-6, 6-2, 6-1で破り、2回戦でジョーダン・トンプソンを6-4, 3-6, 6-0で破り、500シリーズで初めてベスト8に進出した。準々決勝では世界ランク6位のラファエル・ナダルに善戦するも6-7(2), 3-6で敗れた。大会後に世界ランキングで自己最高の70位を記録。
3月のBNPパリバ・オープンでは予選決勝でエリアス・イーメルに敗れたが、ラッキールーザーで本戦に出場。1回戦で再びイーメルと対戦し勝利した。2回戦では世界ランク21位のイボ・カロビッチを6-4, 6-3で、3回戦で世界ランク14位のトマーシュ・ベルディハに第2セットにマッチポイントを握られながらも1-6, 7-6(5), 6-4で逆転勝ちし4回戦進出。4回戦で世界ランク3位のスタン・ワウリンカに6-3, 3-6, 6-7(4)で敗北した。大会後の世界ランキングで自己最高の58位を記録した。ところが、続くマイアミ・オープン2回戦のジャック・ソック戦で左膝を負傷し途中棄権。検査の結果、左膝前十字靭帯断裂と診断され手術を受けることとなり、ツアー離脱を余儀無くされた。年間最終ランキングは166位。

### 2018年 ツアー初優勝
全豪オープン前のチャレンジャー大会で復帰を果たす。全豪オープンでは1回戦で第27シードのフィリップ・コールシュライバーに6-3, 2-6, 6-0, 1-6, 6-2で勝利し2年連続で初戦突破、2回戦でアンドレアス・セッピに1-6, 3-6, 4-6で敗れた。
5月の金泉チャレンジャーでは予選から出場して本戦入りし、本戦も勝ち上がり決勝進出。決勝のバセク・ポシュピシル戦で6-4, 7-5とストレート勝ちし、約1年半振りのチャレンジャー大会優勝を果たした。全仏オープンでは1回戦で第30シードのフェルナンド・ベルダスコにフルセットの末敗れた。

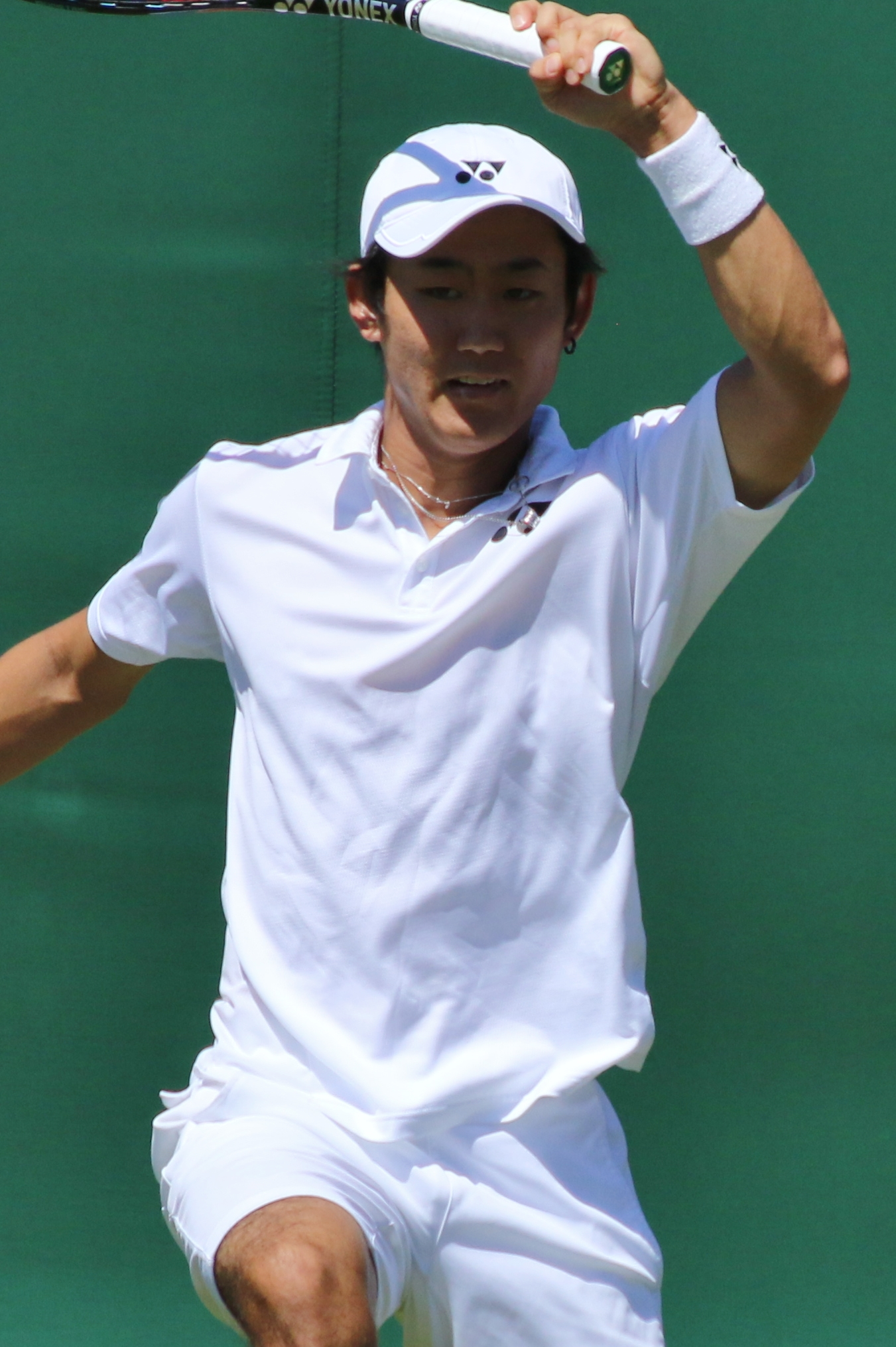
2018年ウィンブルドン選手権での西岡良仁

9月の深圳オープンでは予選を突破し本戦出場、本戦は2回戦で第6シードのデニス・シャポバロフ、準決勝で第5シード
のベルダスコに逆転勝利し、ATPツアーで初の決勝進出。決勝でピエール＝ユーグ・エルベールに7-5, 2-6, 6-4で勝利し、ツアー初優勝を果たした。年間最終ランキングは75位。

### 2019年 マスターズベスト8
全豪オープンでは3年連続2回戦進出。3月のBNPパリバ・オープンは、3回戦でフェリックス・オジェ＝アリアシムを破り、同大会2度目のベスト16進出するものの、途中棄権となった。

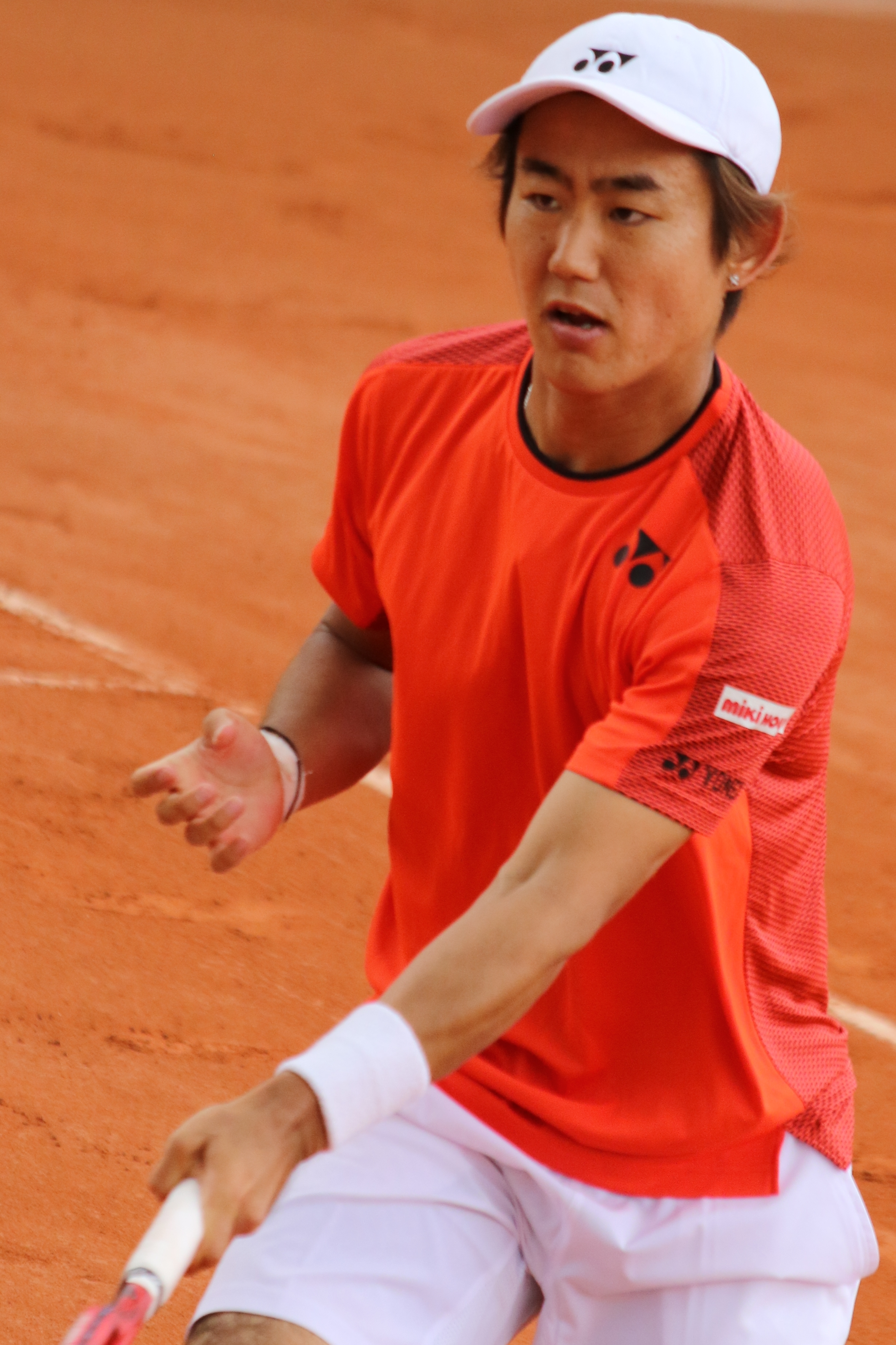
2019年全仏オープンでの西岡良仁

全仏オープンでは、1回戦でマッケンジー・マクドナルドに勝利し、初の全仏オープン2回戦進出を果たす。2回戦で第8シードのフアン・マルティン・デル・ポトロと対戦、フルセットの末7-5, 4-6, 2-6, 7-6(5), 2-6で敗れた。
ウィンブルドン選手権は初戦で世界ランキング元8位のヤンコ・ティプサレビッチに敗れた。7月末のシティ・オープンでは2回戦で第7シードのダビド・ゴファンを破るも、続く3回戦でその後この大会で優勝したニック・キリオスに敗れた。
ウエスタン・アンド・サザン・オープンでは予選から上位選手を立て続けに破り、本戦2回戦へ進出。2回戦では初めて錦織圭と対戦。7-6(2), 6-4のストレートで下し、自身初のトップ10選手からの勝利となった。勢いそのままに3回戦でアレックス・デミノーを7-5, 6-4で下し、錦織、杉田祐一に次いで日本人として3番目にマスターズ1000ベスト8に進出した（マスターズ1000の前身のシリーズ時代の松岡修造を含めれば4人目）。ベスト4をかけたダビド・ゴファンとの準々決勝は試合直前に食中毒を訴え棄権となった。
全米オープンでは4年ぶりに2回戦に進出するも、フェリシアーノ・ロペスに敗れた。楽天オープンでは1回戦でジョアン・ソウザに勝利し、ジャパンオープン初勝利を挙げる。2回戦でリュカ・プイユに敗れた。
年内最後の大会となったデビスカップ・ファイナルズのフランス戦では、世界ランク10位のガエル・モンフィスに7-5, 6-2で勝利し、トップ10から2勝目を挙げた。年間最終ランキングは73位。

### 2020年 トップ50入り
1月、この年から始まったATPカップに日本代表として出場を果たす。錦織圭が怪我で欠場したため実質的なエースの役割を担い、グループリーグではウルグアイ戦でパブロ・クエバス、ジョージア戦でニコロズ・バシラシビリと共に格上の選手をストレートで破り日本の勝利に貢献した。スペイン戦ではチームは全敗に終わり、決勝トーナメント進出とはならなかったものの、ラファエル・ナダル相手にタイブレークに持ち込むなど接戦を繰り広げた。
全豪オープンでは2回戦でダニエル・エバンスを6-4, 6-3, 6-4で下し、自身初のグランドスラム3回戦進出を果たす。日本人男子選手のグランドスラム3回戦進出自体も、錦織を除くと1995年の松岡修造以来25年振りとなる快挙であった。3回戦では第2シードのノバク・ジョコビッチに3-6, 2-6, 2-6で敗れた。
2月のデルレイビーチ・オープンでは自身2度目のツアー決勝進出を果たす。決勝で41cmの身長差があるライリー・オペルカに敗れ準優勝となった。大会後のランキングで48位となりトップ50入りを果たす。
全米オープンの1回戦でアンディー・マリーと初対戦。序盤6–4, 6–4とリードしたものの、第3セットはタイブレーク5–7で失い、第4セットでは6–5で一度マッチポイントを握ったが、このチャンスを生かせずタイブレーク4–7で落とすと、第5セットで4–6となり、逆転負けを喫した。
BNLイタリア国際では1回戦でミオミル・キツマノビッチを下したが、2回戦でグリゴール・ディミトロフに敗れた。ドイツ国際オープンでは1回戦でドミニク・コプファーに敗退。全仏オープンでは1回戦で第19シードのフェリックス・オジェ＝アリアシムを破るが、2回戦でユーゴ・ガストンに敗れた。ケルンで臨時開催された大会では3回戦進出するも、フェリックス・オジェ＝アリアシムに敗退。パリ・マスターズの2回戦でアドリアン・マナリノに敗れて、シーズン終了。年間最終ランキングは56位。

### 2021年 東京オリンピック出場
2年連続で日本代表としてATPカップに出場。2021年はエースこ錦織圭と共にグループステージでアルゼンチンとロシアと対決。日本の勝利に貢献したが、結果として、ラウンドロビン敗退。
全豪オープンでは初戦敗退。全仏オープンでは1回戦で元世界ランキング5位のジョー＝ウィルフリード・ツォンガに6-4, 6-2, 3-6, 7-6(5)で勝利した。2回戦ではロレンツォ・ムゼッティに5-7, 3-6, 2-6のストレートで敗れた。

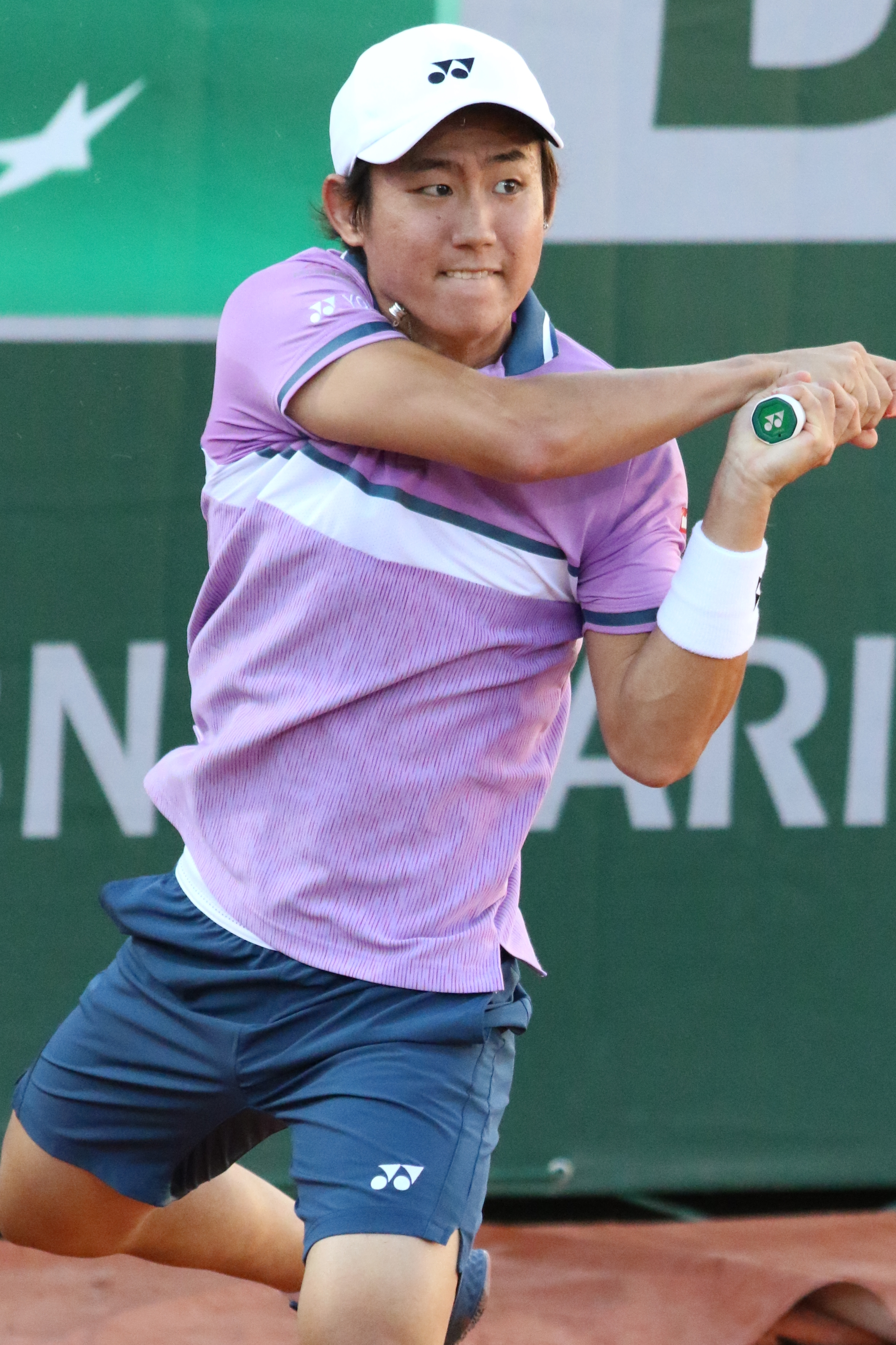
2021年全仏オープンでの西岡良仁

ウィンブルドン選手権では1回戦で2018年ウィンブルドン選手権でベスト4入りしたジョン・イズナーと対決。身長差38cmながらも7-6(6), 2-6, 6-3, 6-7(3), 6-4のフルセットで熱戦を制し、ウィンブルドン初勝利を挙げ、シングルスにおいてグランドスラムすべてで1回戦突破を果たした。2回戦ではアルヤズ・ベデネにストレートで敗れた。
オリンピック初出場となった2020東京オリンピックでは、シングルスでカレン・ハチャノフと対戦し第1セットを取ったものの逆転負けした。また、男子ダブルスではダニエル太郎と組み、クロアチアのチリッチ/ドディグ組と対戦したが、ストレートで敗れ、単複ともに初戦敗退となった。
テニス殿堂選手権では1回戦でジャック・ソックに敗れたが、ダブルスでは内山靖崇と組み、ベスト8入り。シティ・オープンでも1回戦でソックに敗れた。ナショナル・バンク・オープンでは予選通過し、本戦入りをするも、1回戦でフランシス・ティアフォーに、ウエスタン・アンド・サザン・オープンでも予選通過したが、1回戦でロイド・ハリスに敗退。全米オープンでは1回戦でソックに7-6(5), 2-6, 4-6, 2-6で敗れた。BNPパリバ・オープンでは1回戦でフェデリコ・デルボニスを下したが、ジョン・イズナーに2回戦敗退。パリ・マスターズでは予選敗退。年間最終ランキングは81位。

### 2022年 ツアー2勝目 日本人歴代2位
全豪オープンでは1回戦でラドゥ・アルボットに3-6, 4-6, 6-4, 2-6で初戦で姿を消した。しかし、ATPチャレンジャーツアーのコロンバス・チャレンジャーでは優勝を果たし、翌週のクリーブランド・チャレンジャーでは準優勝。メキシコ・オープンでは初戦でフェリシアーノ・ロペスに2-6 6-0 6-4、2回戦で第7シードのテイラー・フリッツに3-6 6-4 6-2で勝利し、ベストに8進出するも、準々決勝で第1シードのダニール・メドベージェフに2-6 3-6で敗れた。BNPパリバ・オープンでは予選敗退。マイアミ・オープンでは予選を突破し、2016年以来6年ぶりに同大会3回戦進出。
クレーシーズンに入り、マドリード・オープンとBNLイタリア国際では予選1回戦敗退。リヨン・オープンでも予選敗退。全仏オープンでは1回戦で第1シードかつ前年優勝者であるノバク・ジョコビッチに3-6, 1-6, 0-6のストレートで敗北。
芝シーズンのロスシー国際は予選から出場予定だったが体調不良のため欠場。ウィンブルドン選手権では1回戦でエーミル・ルースヴオリに2-6, 2-6, 6-4, 4-6で敗れて初戦敗退。
シティ・オープンでは1回戦でジェンソン・ブルックスビーを6-4, 6-3、2回戦でアレックス・デミノーを3-6, 7-6(6), 6-2、3回戦ではカレン・ハチャノフを7-6(2), 7-6(1)で破りベスト8進出。準々決勝ではダニエル・エバンスを7-6(5), 4-6, 7-5で下して2年半ぶりのATPツアーベスト4入り。また、ATPツアー500では自身初のベスト4進出であった。さらに準決勝ではアンドレイ・ルブレフを6-3, 6-4のストレートで下して、決勝進出。決勝ではニック・キリオスに4-6, 3-6で敗れて、約2年半ぶりのツアー準優勝となった。ナショナル・バンク・オープンでは1回戦でブノワ・ペールを6-2, 6-3で破り、大会初勝利を挙げた。全米オープンでは1回戦でアレハンドロ・ダビドビッチ・フォキナに3-6, 5-7, 3-6のストレートで敗れた。
韓国オープンでは初戦ダニエル・エバンスに6-2, 7-6(3)のストレートでエバンスに6度目の勝利を挙げ、準々決勝で世界ランキング2位のキャスパー・ルードを6-2, 3-6, 6-2で破り、そのまま決勝に進出。決勝ではデニス・シャポバロフを6-4, 7-6(5)のストレートで下して、2018年以来、4年ぶりのツアー優勝を果たし、ツアー2勝目を挙げた。地元でのジャパン・オープンではミオミル・キツマノビッチに6-2, 6-7(1), 2-6で初戦敗退。ヨーロピアン・オープンではベスト8入り。準々決勝でセバスチャン・コルダに0-6, 2-6のストレートで敗れた。エルステ・バンク・オープンでは予選を突破して本戦入りするも、テイラー・フリッツに7-6(4), 6-7(7), 3-6で初めて敗れた。パリ・マスターズでは1回戦でアスラン・カラツェフに6-3, 6-4のストレートで勝利。2回戦では世界ランキング1位のカルロス・アルカラスに4-6, 4-6のストレートで敗れた。しかし、今大会の活躍により杉田祐一のキャリアハイと同じ36位になり、日本人男子歴代2位のランキングを記録。年間最終ランキングは36位。

### 2023年 ツアー通算100勝 トップ25入り

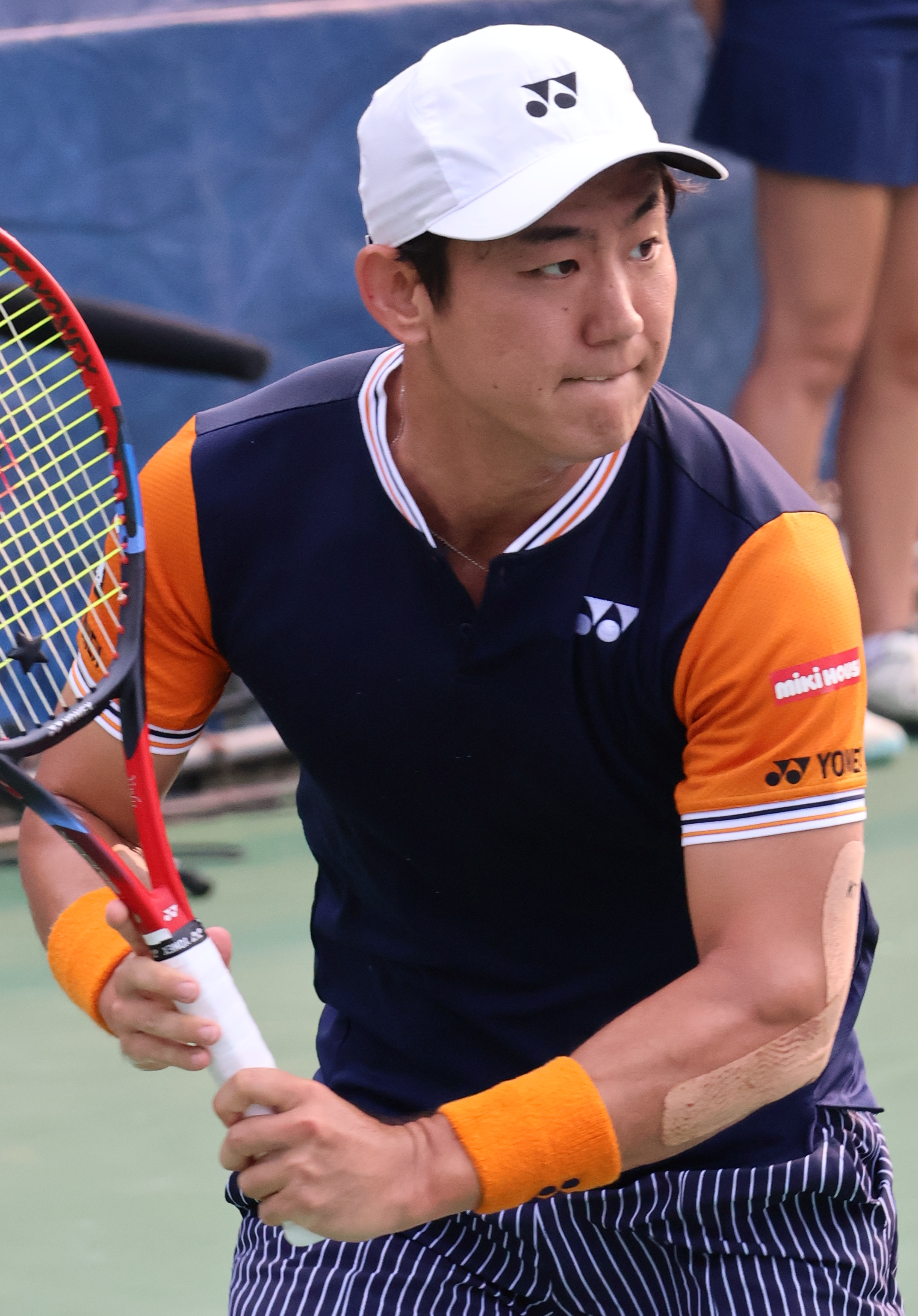
2023年ワシントン・オープンでの西岡良仁(1)

1月、アデレード国際1では1回戦で世界ランク11位のホルガ・ルーネを2-6, 6-4, 6-4の逆転で勝利し、シーズン初白星を飾った。2回戦のマッケンジー・マクドナルドを6-4, 6-3で、準々決勝でアレクセイ・ポピリンを7-6(4), 6-7(8), 6-2を破り、ベスト4入り。準決勝のセバスチャン・コルダ戦で6-7(5), 0-1の時点で途中棄権となったが大会後には世界ランク36から33位まで上昇し、トップ35入り。
日本の男子選手では錦織圭以来となるグランドスラム大会のシードとなり、全豪オープンには第31シードとして出場。1回戦でミカエル・イマーを6-4, 6-2, 7-5のストレート、2回戦でもダリボル・スヴルシナを6-3, 6-4, 6-2のストレートで破り、2020年以来3年ぶりの2度目の大会3回戦進出。3回戦ではマッケンジー・マクドナルドを7-6(6), 6-3, 6-2のストレートで破り、ツアー通算100勝を飾り、日本の男子選手としてグランドスラムベスト16入りするのは松岡修造、錦織に次ぎ3人目となった。4回戦では第18シードのカレン・ハチャノフに0-6, 0-6, 6-7(4)のストレートで敗退し、初のグランドスラム大会ベスト8はならなかった。ダブルスではマクラクラン勉と組み、初の2回戦進出を記録。
2月、デルレイビーチ・オープンでは2回戦で前述のマクドナルドに3-6, 6-3, 2-6でリベンジされた。メキシコ・オープンではフランシス・ティアフォーに6-7(6), 4-6で初戦敗退。
3月、BNPパリバ・オープンではクリスチャン・ガリンに4-6, 0-6のストレートで、マイアミ・オープンではアレックス・モルチャンに6-7(5), 6-1, 2-6で両大会とも初戦敗退。
4月、バルセロナ・オープンではダビド・ゴファンを6-1, 7-5のストレートで勝利するも、2回戦ではヤニック・シナーに1-6, 6-4, 3-6で敗れた。マドリード・オープンでは2回戦では前述のモルチャンに5-7, 6-4, 6-4の逆転でリベンジを果たし、大会初の3回戦進出。3回戦ではアンドレイ・ルブレフに2-6, 5-7のストレートで敗れた。
5月、カリアリ・チャレンジャーでは第1シードで出場するも、ダニエル・ガランに6-2, 1-6, 4-6の逆転で敗れ、ベスト8進出を逃した。BNLイタリア国際ではロレンツォ・ソネゴに5-7, 3-6のストレートで初戦敗退。第27シードとして迎えた全仏オープンでは1回戦でJ・J・ウルフに1-6, 3-6, 6-4, 6-3, 6-3の2セットダウンからの逆転で勝利を収め、2021年以来、2年ぶりの初戦突破をする。2回戦ではマックス・パーセルに4-6, 6-2, 7-5, 6-4の逆転で勝利し、大会初の3回戦進出を果たす。3回戦ではチアゴ・ザイボチ・ヴィウチと対戦し3-6, 7-6(8), 2-6, 6-4, 6-0のフルセットで勝利、2大会連続でグランドスラム大会ベスト16入りを果たす。4回戦ではトマス・マルティン・エチェベリーに6-7(8), 0-6, 1-6のストレートで敗退。初のベスト8進出を逃したが、大会後には世界ランク27位となり、トップ30入り。6月20日には自己最高の世界ランク24位となり、トップ25入り。
7月、ウィンブルドン選手権では第24シードとして出場するも、ダニエル・ガランに4-6, 3-6, 3-6のストレートで敗れ、2年連続初戦敗退。同月下旬のアトランタ・オープンではアレクサンダル・ブキッチに6-4, 5-7, 6-7(3)で初戦敗退。
7月6日、ウェザーニューズの気象情報番組『ウェザーニュースLiVE』に出演しているキャスターの檜山沙耶と交際していることを自身のSNSで明らかにした。これを巡って同月4日にイギリスで行われたウィンブルドン選手権にて檜山と思われる女性が観客席に座っており、同選手権に出場していた西岡と談笑している様子がNHKなどに国際配信している大会公式映像に映っていたことからインターネットや一部のメディアにて話題となっていた。

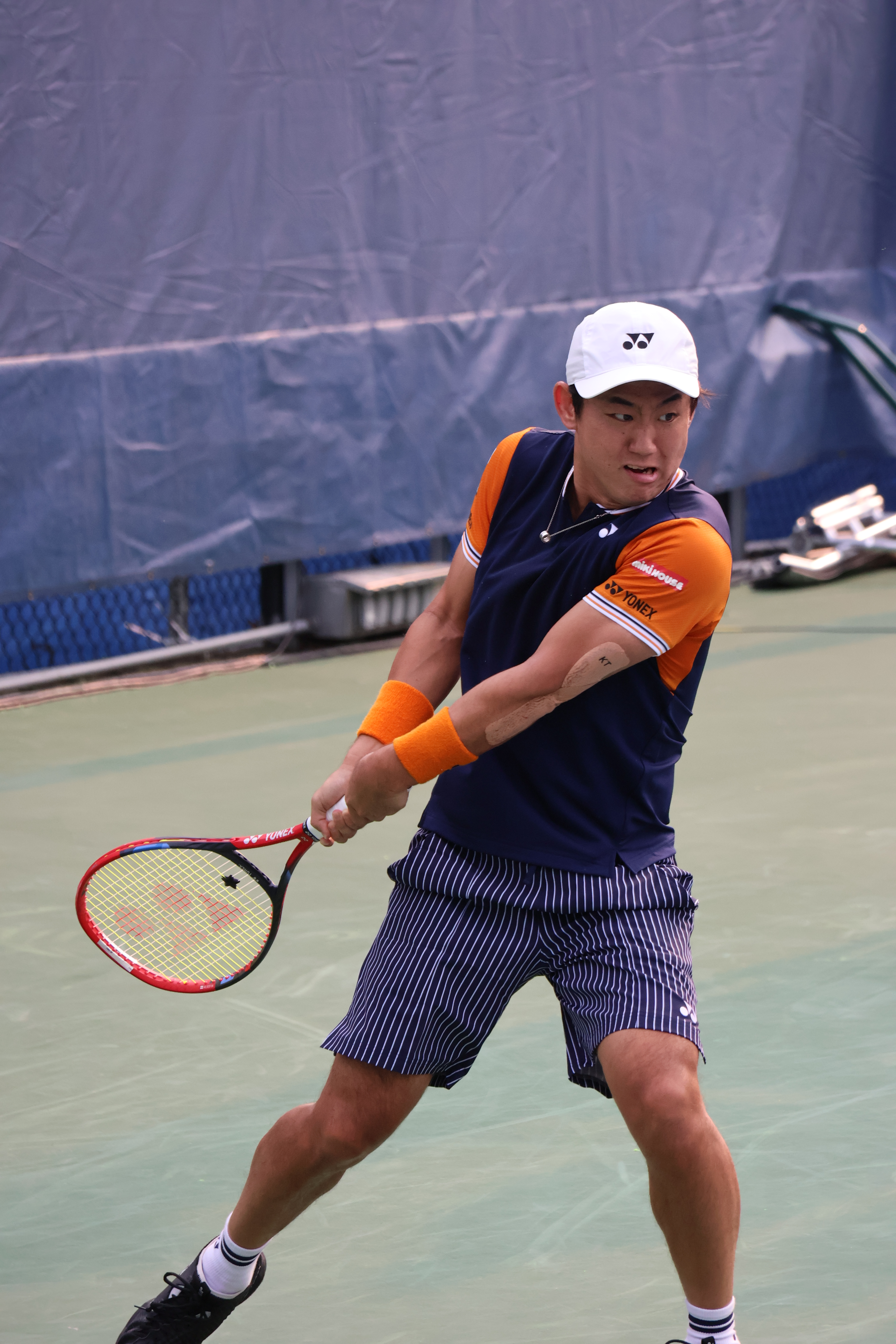
2023年ワシントン・オープンでの西岡良仁(2)

8月、ムバダラ・シティDCオープンではエーミル・ルースヴオリに7-6(5), 4-6, 2-6、ナショナル・バンク・オープンではロレンツォ・ムゼッティに4-6, 1-6と初戦敗退が続いたが、同月中旬のウエスタン・アンド・サザン・オープンではグレゴワール・バレールに6-4, 7-5のストレートで破り、4大会ぶりに初戦突破。2回戦ではアレクサンダー・ズベレフに5-7, 4-6のストレートで屈した。同月下旬、全米オープンでは元世界ランキング3位のスタン・ワウリンカに6-7(5), 2-6, 4-6のストレートで初戦敗退。ダブルスではマクラクラン勉と組み、初戦を突破するも、2回戦でこの大会を制する第3シードのラジーブ・ラム/ジョー・ソールズベリー組に3-6, 6-7(4)の接戦の末に敗れた。
9月、珠海選手権では準々決勝でヤン＝レナード・ストルフを6-4, 7-5、準決勝でアスラン・カラツェフを6-4, 6-4で下して、決勝進出。決勝ではカレン・ハチャノフに6-7(2), 1-6のストレートで敗れ、惜しくも昨年以来のツアー優勝とはならず、準優勝。
10月、チャイナ・オープンでは1回戦で商竣程を5-7, 7-5, 6-1の逆転で下すも、2回戦ではヤニック・シナーに2-6, 0-6のストレートで惨敗。4年ぶりとなった上海マスターズでは初の本戦入り。1回戦ではダニエル・アルトマイアーを6-4, 3-6, 7-6(2)の接戦の末に勝利し、大会本戦初勝利を挙げた。2回戦では第8シードのキャスパー・ルードに5-7, 0-6のストレートで力尽きた。同月中旬、楽天オープンではマルコス・ギロンに6-7(14), 6-4, 1-6で初戦敗退。ダブルスではベスト8入り。
11月、パリ・マスターズでは予選2回戦で同胞の綿貫陽介を6-4, 6-4で下して、本戦1回戦ではジョーダン・トンプソンを7-6(5), 4-6, 6-2で勝利。2回戦では第5シードのアンドレイ・ルブレフに4-6, 3-6のストレートで敗れた。年間最終ランキングは47位。

### 2024年 ツアー3勝目
1月、出場予定だったブリスベン国際とアデレード国際の2大会を左肩の怪我により欠場となった。全豪オープンでは第8シードのホルガ・ルーネに2-6, 6-4, 6-7(3), 4-6で初戦敗退。
2月、ダラス・オープンではテレンス・アトマネに7-6(5), 4-6, 6-3で下して、今季初勝利を挙げるも、2回戦のアドリアン・マナリノ戦を前に棄権。ロス・カボス・オープンでは2回戦でアレクサンダー・ズベレフに3-6, 0-6のストレートで敗退。メキシコ・オープンでは予選敗退するも、ラッキールーザーとして本戦出場。1回戦ではヌーノ・ボルヘスを3-6, 2-6, 4-6の逆転で勝利するも、2回戦ではジャック・ドレイパーに3-6, 0-6のストレートで敗れた。
カイロで開催された2024デビスカップ ワールドグループ1部プレーオフでは日本のエースとして参戦。レバノンとの第1試合ではハディ・ハビブに6-3, 6-4で勝利。第3試合では綿貫陽介とペアを組み、バビブ/ベンジャミン・ハッサンを7-5, 7-5で下し、第4試合ではハッサンを1-6, 7-6(2), 6-4の逆転で勝利し、チームは3勝1敗でワールドグループ1部進出を決めた。
3月、BNPパリバ・オープンでは商竣程に6-4, 6-7(12), 3-6の接戦の末に予選敗退。マイアミ・オープンではラッキールーザーとして本戦出場となるも、フラビオ・コボッリに6-1, 1-6, 4-6の逆転で初戦敗退となった。
4月、クレーシーズン初大会となるバルセロナ・オープンに出場するも、ハウメ・ムナルに3-6, 1-6のストレートで初戦敗退となった。マドリード・オープンではフェリックス・オジェ＝アリアシムに6-4, 1-6, 4-6の逆転で敗れ、初戦敗退。カリアリ・チャレンジャーでは1回戦でファン パブロ・バリーリャスを2-6, 4-6のストレートで破るも、2回戦でヌーノ・ボルヘスに3-6, 7-6(3), 3-6のフルセットで敗れた。
5月、BNLイタリア国際では1回戦でセバスティアン・オフナーに6-3, 2-6, 7-6(4)のフルセットで勝利し、3ヶ月ぶりにツアー本戦白星を挙げた。2回戦では第8シードのグリゴール・ディミトロフに5-7, 4-6のストレートで敗れた。迎えた全仏オープンでは第21シードのオジェ＝アリアシムに2-6, 4-6, 4-6のストレートで敗れ、2年連続5度目の初戦突破とはならなかった。
6月、2024年パリオリンピックのテニス競技の出場権を獲得するために優勝を目指して出場したプロスチェヨフ・チャレンジャーでは2回戦敗退となった。イーストボーン国際では予選2試合を突破して、そのまま今季初のATPツアーベスト8進出を果たした。準々決勝では予選2試合目で下したアレクサンダル・ブキッチに3-6, 6-3, 6-7(5)で敗れた。
7月、ウィンブルドン選手権では1回戦でヌーノ・ボルヘスを6-2, 7-6(6), 2-6, 6-3で下して、2021年以来3年ぶり2度目の初戦突破を果たした。2回戦ではジョヴァニ・ンペシ・ペリカールに4-6, 1-6, 2-6のストレートで敗れ、初の3回戦進出にはならなかった。アトランタ・オープンでは2回戦でマッケンジー・マクドナルドを6-3, 6-4のストレートで破り、今季2度目のベスト8進出となった。さらに快進撃は続き、フランシス・ティアフォーを7-6(2), 6-2のストレートで下して、8年ぶり2度目の大会ベスト4入りを果たすとともに、今季初の準決勝に駒を進め、準決勝ではアーサー・リンダークネッシュを6-3, 4-6, 6-3で下し、昨年9月以来となる約10ヵ月ぶりにツアー決勝に駒を進めた。決勝ではジョーダン・トンプソンを4-6, 7-6 (2), 6-2の逆転で破り、優勝。2022年10月以来、約1年10ヵ月ぶりとなるツアー3勝目を果たした。
8月、ナショナル・バンク・オープンではクリストファー・オコネルに5-7, 0-6のストレートで予選敗退。ウエスタン・アンド・サザン・オープンでは予選を通過し、1回戦ではミオミル・キツマノビッチを6-4, 7-5のストレートで下すも、2回戦ではホベルト・ホルカシュに6-3, 6-7(7), 1-6の逆転で敗れた。全米オープンではキツマノビッチと再戦するも、6-7(2), 6-2, 7-5, 5-7, 0-1となった時点で痙攣のため途中棄権し、5年ぶりの初戦突破とはならなかった。
9月、杭州オープンでは1回戦でマクシミリアン・マーテラーを6-4, 6-2のストレートで破り、2回戦ではマリン・チリッチに4-6, 1-6のストレートで敗れた。地元の木下グループジャパンオープンでは1回戦でフェリックス・オジェ＝アリアシムを7-6(5), 3-6, 7-6(5)の熱戦の末に破り、初戦突破。2回戦ではホルガ・ルーネに2-6, 4-6のストレートで敗れ、ベスト8進出を逃した。
東京で開催された2024デビスカップ ワールドグループ1部プレーオフでは2月のレバノン戦と引き続き、日本代表として出場し、コロンビア代表との第1試合ではアドリア・ソリアーノ バレーラに6-3, 6-4で勝利し、2勝1敗で迎えた第4試合ではニコラス・メヒアを7-5, 6-4で下して、日本代表は3勝1敗で来年のデビスカップファイナルズへの予選進出を決めた。
10月、上海マスターズでは1回戦での周儀戦にて
4-2の時点で右脇腹付近を痛め途中棄権。その後ツアーを一時離脱することを発表した。
11月、四日市チャレンジャーでは第1シードとして出場し、復帰戦となる1回戦で守屋宏紀を6-4, 6-3のストレートで破り、初戦を突破して、2ヶ月ぶりの公式戦白星を飾ったが、2回戦の望月慎太郎戦を前に腹筋の肉離れが原因で棄権し、幻となった。年間最終ランキングは69位。
12月、元ウェザーニューズ気象キャスターの檜山沙耶と結婚していた事が報道され、後に結婚したことを正式発表した。

### 2025年
1月、ブリスベン国際では予選2試合を制して、本戦1回戦ではアーサー・リンダークネッシュを6-3, 6-4のストレートで下して、今季ツアー本戦初白星を挙げた。2回戦では今大会を優勝するイジー・レヘチカに2-6, 7-6(5), 4-6の熱戦の末に敗れた。アデレード国際ではタナシ・コキナキスに3-6, 6-3, 3-6で初戦敗退。全豪オープンには10年連続の出場となり、1回戦でモハメド・アジズ・ドゥーガスに3-6, 6-4, 7-3(3), 6-3の逆転で初戦突破。2回戦では第3シードのカルロス・アルカラスに0-6, 1-6, 4-6のストレートで敗れた。また、大会前には長年投資していた「TENTIAL」のウェア契約を締結したことを発表し、全豪オープンでも同ウェアを纏って参戦した。
2月、2025年ダラス・オープンでは1回戦でブランドン・ナカシマを6-4, 7-6(6)、2回戦でフランシス・ティアフォーを3-6, 6-4, 6-3で下してベスト8進出するも、準々決勝でキャスパー・ルードに5-7, 2-3の時点で左肩の負傷のため途中棄権をした。デルレイビーチ・オープンではアレクサンダル・ブキッチを6-3, 6-4のストレートで破り、初戦突破するも、2回戦のミオミル・キツマノビッチ戦を前に棄権を余儀なくされた。
2025年デビスカップファイナル予選1回戦ではデビスカップイギリス代表と対決することとなった。第1試合では西岡がビリー・ハリスを7-5, 6-1のストレートで勝利し、日本は先手1勝を挙げる。第2試合では錦織圭がジェイコブ・ファーンリーに3-6, 3-6のストレートで敗れ、1対1のイーブンとなる。第3試合では綿貫陽介/柚木武組とジョー・ソールズベリー/ニール・スクプスキ組の対決となる。日本はイギリスのダブルス世界ランキング1位経験者ペアとの熱戦の末、6-7(3), 6-7(4)のストレートで敗退し、1勝2敗の崖っぷりとなるも、第4試合では西岡がファーンリーを6-3, 7-6(0)のストレートで破る活躍で2勝2敗のイーブンに戻る。第5試合では日本のエース錦織がハリスを6-2, 6-3のストレートで下すとともに、日本は3勝2敗で勝利を決め、ファイナル予選2回戦進出を果たした。
3月、左肩の負傷が完治していないためBNPパリバ・オープンを欠場することを発表した。マイアミ・オープンでは当初、1回戦で同胞の錦織と対戦予定だったが、錦織が試合直前に背中付近の痛みのため棄権。ラッキールーザーのユーゴ・ガストンと顔を合わせることとなったが、3-6, 1-3の時点で棄権し、初戦敗退。2022年以来3年ぶりの同大会白星とはならなかった。
4月、マドリード・オープンではジズー・ベルグスとの1回戦が行われる予定となっていたが、試合前に棄権を発表。自身のSNSを更新し、棄権の理由について「肩の調子がまた悪くなった」と明かした。さらに続けてATPツアーに対して過密日程での大会を巡ることや多額の費用がかかることについて不満を語った。
5月、約1ヵ月半ぶりの復帰戦となったBNLイタリア国際では3年連続6度目の出場となり、1回戦では予選勝者のドゥシャン・ラヨビッチに5-7, 1-6のストレートで敗れ、初戦敗退となった。8年連続9度目の出場となった全仏オープンでは第25シードのアレクセイ・ポピリンと対決。肩の負傷に苦しみながらプレーを続行する中、メディカルタイムアウトを取得し、腰付近の治療を受けるも、第3セット途中で試合の続行を諦め、棄権を選択。結果、5-7, 4-6, 2-1の時点で途中棄権して初戦敗退となった。
6月、レクサス・バーミンガム・チャレンジャーでは第2シードとして出場するも、アドリアン・マナリノに6-7 (1), 2-3の時点で腰痛のため棄権を表明し、今季芝コートでの初戦は黒星となり、初戦敗退となった。初出場となったボス・オープンではラーナー・ティエンに7-6 (3), 6-7 (3)の時点で棄権し初戦敗退となった。テラ・ヴォートマン・オープンではヤニック・ハンフマンに4-6, 1-6のストレートで敗れ、予選1回戦で敗退となり、約4ヵ月間公式戦で白星から遠ざかっていた。
7月、ウィンブルドン選手権では5年連続8度目の出場となり、1回戦で第19シードのグリゴール・ディミトロフに2-6, 3-6, 4-6のストレートで初戦敗退となり、これで約5ヵ月公式戦の白星から遠ざかっている。

## プレースタイル
左利き。オープンスタンスで放つフォアハンドは、トップスピンのかかった山なりの軌道が特徴的であるが、対照的に、両手打ちのバックハンドでは、低い軌道の速いボールを得意とする。切り返しのフットワークの速さには定評があり、広いコートをカバーする。
戦略的なショットの選択によって相手を追い込むプレーでも知られる。ストロークやサーブで意図的に遅いボールを用いて相手のリズムを崩すことができる。ディエゴ・シュワルツマンと並んで、ATPランキングのトップ100選手で最も身長が低い（170cm）。

## ATPツアー決勝進出結果

### シングルス: 6回 (3勝3敗)
| 大会カテゴリ                    |
| グランドスラム (0–0)            |
| ATPファイナルズ (0–0)           |
| ATPツアー・マスターズ1000 (0–0) |
| ATPツアー500 (0–1)              |
| ATPツアー250 (3–2)              |

| サーフェス別タイトル |
| ハード (3–3)         |
| クレー (0–0)         |
| 芝 (0–0)             |

| 結果   | No. | 決勝日        | 大会           | サーフェス | 対戦相手                     | スコア             |
| ------ | --- | ------------- | -------------- | ---------- | ---------------------------- | ------------------ |
| 優勝   | 1.  | 2018年9月30日 | 深圳           | ハード     | ピエール＝ユーグ・エルベール | 7-5, 2-6, 6-4      |
| 準優勝 | 1.  | 2020年2月23日 | デルレイビーチ | ハード     | ライリー・オペルカ           | 5-7, 7-6(7-4), 2-6 |
| 準優勝 | 2.  | 2022年8月7日  | ワシントンD.C. | ハード     | ニック・キリオス             | 4-6, 3-6           |
| 優勝   | 2.  | 2022年10月2日 | ソウル         | ハード     | デニス・シャポバロフ         | 6-4, 7-6(7-5)      |
| 準優勝 | 3.  | 2023年9月26日 | 珠海           | ハード     | カレン・ハチャノフ           | 6-7(2-7), 1-6      |
| 優勝   | 3.  | 2024年7月28日 | アトランタ     | ハード     | ジョーダン・トンプソン       | 4-6, 7-6(7-2), 6-2 |

## 成績
略語の説明
| W | F | SF | QF | #R | RR | Q# | LQ | A | Z# | PO | G | S | B | NMS | P | NH |

W=優勝, F=準優勝, SF=ベスト4, QF=ベスト8, #R=#回戦敗退, RR=ラウンドロビン敗退, Q#=予選#回戦敗退, LQ=予選敗退, A=大会不参加, Z#=デビスカップ/BJKカップ地域ゾーン, PO=デビスカップ/BJKカッププレーオフ, G=オリンピック金メダル, S=オリンピック銀メダル, B=オリンピック銅メダル, NMS=マスターズシリーズから降格, P=開催延期, NH=開催なし.

### グランドスラム
| 大会           | 2014 | 2015 | 2016 | 2017 | 2018 | 2019 | 2020 | 2021 | 2022 | 2023 | 2024 | 2025 | 通算成績 |
| -------------- | ---- | ---- | ---- | ---- | ---- | ---- | ---- | ---- | ---- | ---- | ---- | ---- | -------- |
| 全豪オープン   | A    | Q2   | 1R   | 2R   | 2R   | 2R   | 3R   | 1R   | 1R   | 4R   | 1R   | 2R   | 9–10     |
| 全仏オープン   | A    | 1R   | Q3   | A    | 1R   | 2R   | 2R   | 2R   | 1R   | 4R   | 1R   | 1R   | 6–9      |
| ウィンブルドン | A    | Q2   | 1R   | A    | 1R   | 1R   | NH   | 2R   | 1R   | 1R   | 2R   | 1R   | 2–8      |
| 全米オープン   | 1R   | 2R   | 1R   | A    | 1R   | 2R   | 1R   | 1R   | 1R   | 1R   | 1R   |      | 2–10     |
| 合計           | 0–1  | 1–2  | 0–3  | 1–1  | 1–4  | 3–4  | 3–3  | 2–4  | 0–4  | 6–4  | 1–4  | 1–3  | 19–37    |

### 大会最高成績
| 大会                 | 成績 | 年               |
| -------------------- | ---- | ---------------- |
| ATPファイナルズ      | A    | 出場なし         |
| インディアンウェルズ | 4R   | 2017, 2019       |
| マイアミ             | 3R   | 2016, 2022       |
| モンテカルロ         | Q1   | 2019             |
| マドリード           | 3R   | 2023             |
| ローマ               | 2R   | 2020, 2023, 2024 |
| カナダ               | 2R   | 2022             |
| シンシナティ         | QF   | 2019             |
| 上海                 | 2R   | 2023             |
| パリ                 | 2R   | 2020, 2022, 2023 |
| オリンピック         | 1R   | 2021             |
| デビスカップ         | 1R   | 2016, 2017       |
| ATPカップ            | RR   | 2020, 2021       |

## 対世界ランクトップ10勝利
| 年     | 2017 | 2018 | 2019 | 2020 | 2021 | 2022 | 合計 |
| 勝利数 | 0    | 0    | 2    | 0    | 0    | 2    | 4    |

| No.  | 対戦相手             | ランク | 大会                                 | サーフェス    | ラウンド         | スコア        | 西岡 ランク |
| ---- | -------------------- | ------ | ------------------------------------ | ------------- | ---------------- | ------------- | ----------- |
| 2019 |                      |        |                                      |               |                  |               |             |
| 1.   | 錦織圭               | 5      | ウエスタン・アンド・サザン・オープン | ハード        | 2回戦            | 7–6(7–2), 6–4 | 77          |
| 2.   | ガエル・モンフィス   | 10     | デビスカップ・ファイナルズ           | ハード (室内) | グループステージ | 7–5, 6–2      | 73          |
| 2022 |                      |        |                                      |               |                  |               |             |
| 3.   | アンドレイ・ルブレフ | 8      | シティ・オープン                     | ハード        | 準決勝           | 6–3, 6–4      | 96          |
| 4.   | キャスパー・ルード   | 2      | コリア・オープン                     | ハード        | 準々決勝         | 6–2, 3–6, 6–2 | 56          |

## デビスカップ

### 出場: 11 (5–6)
| グループ                              |
| ------------------------------------- |
| ワールドグループ / ファイナルズ (1–4) |
| WGプレーオフ / 予選ラウンド (4–2)     |
| グループI / ワールドグループI (0–0)   |
| グループII / ワールドグループII (0–0) |
| グループIII (0–0)                     |
| グループIV (0–0)                      |

| サーフェス別     |
| ---------------- |
| ハード (5–5)     |
| クレー (0–1)     |
| 芝 (0–0)         |
| カーペット (0–0) |

| 試合別           |
| ---------------- |
| シングルス (5–4) |
| ダブルス (0–2)   |

| 結果                                                                         | No.                                               |                                                   |                                                   | 相手国                                            | 相手選手                                          | スコア                                            |
| 3–2; 2015/9/18-20; ペレイラ; WGプレーオフ; クレー                            | 3–2; 2015/9/18-20; ペレイラ; WGプレーオフ; クレー | 3–2; 2015/9/18-20; ペレイラ; WGプレーオフ; クレー | 3–2; 2015/9/18-20; ペレイラ; WGプレーオフ; クレー | 3–2; 2015/9/18-20; ペレイラ; WGプレーオフ; クレー | 3–2; 2015/9/18-20; ペレイラ; WGプレーオフ; クレー | 3–2; 2015/9/18-20; ペレイラ; WGプレーオフ; クレー |
| ---------------------------------------------------------------------------- | ------------------------------------------------- | ------------------------------------------------- | ------------------------------------------------- | ------------------------------------------------- | ------------------------------------------------- | ------------------------------------------------- |
| 敗北                                                                         | 1                                                 | III                                               | ダブルス (with内山靖崇)                           | コロンビア                                        | フアン・セバスティアン・カバル ロベルト・ファラ   | 7–6(7–4), 2–6, 3–6, 2–6                           |
| 1–3; 2015/3/4-6; バークレイカード・アリーナ, バーミンガム; WG 1R; 室内ハード |                                                   |                                                   |                                                   |                                                   |                                                   |                                                   |
| 敗北                                                                         | 2                                                 | III                                               | ダブルス (with内山靖崇)                           | イギリス                                          | アンディ・マリー ジェイミー・マリー               | 3–6, 2–6, 4–6                                     |
| 5-0; 2016/9/16-9/18; 靱テニスセンター, 大阪; WGプレーオフ; ハード            |                                                   |                                                   |                                                   |                                                   |                                                   |                                                   |
| 勝利                                                                         | 3                                                 | II                                                | シングルス                                        | ウクライナ                                        | イリヤ・マルチェンコ                              | 6–4, 5–7, 6–4, 7–5                                |
| 勝利                                                                         | 4                                                 | V                                                 | シングルス                                        | ウクライナ                                        | ダニロ・カレニチェンコ                            | 6–2, 6–2                                          |
| 1–4; 2017/2/3-2/5; 有明コロシアム, 東京; WG 1R; ハード                       |                                                   |                                                   |                                                   |                                                   |                                                   |                                                   |
| 敗北                                                                         | 5                                                 | II                                                | シングルス                                        | フランス                                          | ジル・シモン                                      | 3–6, 3–6, 4–6                                     |
| 敗北                                                                         | 6                                                 | IV                                                | シングルス                                        | フランス                                          | ニコラ・マユ                                      | 1–6, 1–1 途中棄権                                 |
| 4-0; 2018/9/14-9/16; 靱テニスセンター, 大阪; WGプレーオフ; ハード            |                                                   |                                                   |                                                   |                                                   |                                                   |                                                   |
| 勝利                                                                         | 7                                                 | II                                                | シングルス                                        | ボスニア・ヘルツェゴビナ                          | ミルザ・バシッチ                                  | 6–4, 6–3, 6–3                                     |
| 3-2; 2019/2/1-2/2; 広州; 予選ラウンド; ハード                                |                                                   |                                                   |                                                   |                                                   |                                                   |                                                   |
| 敗北                                                                         | 8                                                 | I                                                 | シングルス                                        | 中華人民共和国                                    | 李哲                                              | 3–6, 2–6                                          |
| 勝利                                                                         | 9                                                 | IV                                                | シングルス                                        | 中華人民共和国                                    | 呉易昺                                            | 6–2, 6–0                                          |
| 1–2; 2019/11/19; ラ・カハ・マヒカ, マドリード; ファイナルズ; 室内ハード      |                                                   |                                                   |                                                   |                                                   |                                                   |                                                   |
| 勝利                                                                         | 10                                                | II                                                | シングルス                                        | フランス                                          | ガエル・モンフィス                                | 7–5, 6–2                                          |
| 0–3; 2019/11/20; ラ・カハ・マヒカ, マドリード; ファイナルズ; 室内ハード      |                                                   |                                                   |                                                   |                                                   |                                                   |                                                   |
| 敗北                                                                         | 11                                                | II                                                | シングルス                                        | セルビア                                          | ノバク・ジョコビッチ                              | 1–6, 2–6                                          |

## ATPチャレンジャー・ITFワールドテニスツアー決勝

### シングルス: 17回（11勝6敗）
| 大会グレード                  |
| ----------------------------- |
| ATPチャレンジャーツアー (6–2) |
| ITFワールドテニスツアー (5–4) |

| サーフェス別     |
| ---------------- |
| ハード (6–3)     |
| クレー (4–3)     |
| 芝 (0–0)         |
| カーペット (1–0) |

| 結果   | No. | 日時       | トーナメント        | サーフェス        | 対戦相手                         | スコア                  |
| ------ | --- | ---------- | ------------------- | ----------------- | -------------------------------- | ----------------------- |
| 準優勝 | 1.  | 2011年10月 | F28 バーミングハム  | クレー            | ジェイソン・クブラー             | 3-6, 2-6                |
| 準優勝 | 2.  | 2012年9月  | F11 マンサニージョ  | ハード            | ダリアン・キング                 | 0-6, 1-6                |
| 優勝   | 1.  | 2013年2月  | F3 メキシコシティ   | ハード            | マルセロ・アレバロ               | 6-2, 7-6(7-4)           |
| 優勝   | 2.  | 2013年12月 | F11 キヨタ          | クレー            | アンドレ・モルテーニ             | 7-5, 6-2                |
| 優勝   | 3.  | 2013年12月 | F12 サンフェリペ    | クレー            | ホルヘ・アギラール               | 6-4, 6-2                |
| 準優勝 | 3.  | 2014年1月  | F1 プランテーション | クレー            | セク・バングーラ                 | 4-6, 2-6                |
| 準優勝 | 4.  | 2014年1月  | F2 サンライズ       | クレー            | カイル・エドマンド               | 0-6, 3-6                |
| 優勝   | 4.  | 2014年2月  | F5 サンライズ       | クレー            | Tiago Lopes                      | 6-2, 6-3                |
| 優勝   | 5.  | 2014年6月  | F8 札幌             | クレー            | 内山靖崇                         | 6-4, 6-3                |
| 優勝   | 6.  | 2014年9月  | 上海                | ハード            | ソムデブ・デバルマン             | 6-4, 6-7(5-7), 7-6(7-3) |
| 優勝   | 7.  | 2015年11月 | 豊田                | カーペット (室内) | アレクサンドル・クドリャフツェフ | 6-3, 6-4                |
| 優勝   | 8.  | 2016年7月  | ウィネトカ          | ハード            | フランシス・ティアフォー         | 6-3, 6-4                |
| 優勝   | 9.  | 2016年11月 | アスタナ            | ハード (室内)     | デニス・イストミン               | 6-4, 6-7(4-7), 7-6(7-3) |
| 優勝   | 10. | 2018年5月  | 金泉                | ハード            | バセク・ポシュピシル             | 6-4, 7-5                |
| 準優勝 | 5.  | 2018年10月 | トララルゴン        | ハード            | ジョーダン・トンプソン           | 3-6, 4-6                |
| 優勝   | 11. | 2022年1月  | コロンバス          | ハード (室内)     | ドミニク・シュトリッカー         | 6-2, 6-4                |
| 準優勝 | 6.  | 2022年1月  | クリーブランド      | ハード (室内)     | ドミニク・シュトリッカー         | 5-7, 1-6                |

### ダブルス: 2回（1勝1敗）
| 大会グレード                  |
| ----------------------------- |
| ATPチャレンジャーツアー (0–1) |
| ITFワールドテニスツアー (1–0) |

| サーフェス別 |
| ------------ |
| ハード (1–1) |
| クレー (0–0) |
| 芝 (0–0)     |

| 結果   | No. | 日時      | トーナメント       | サーフェス    | パートナー           | 対戦相手                                  | スコア           |
| ------ | --- | --------- | ------------------ | ------------- | -------------------- | ----------------------------------------- | ---------------- |
| 優勝   | 1.  | 2013年9月 | F25 ラグーナニゲル | ハード        | Alan Núñez Aguilera  | Keith-Patrick Crowley Ashwin Vijayragavan | 6-4, 6-2         |
| 準優勝 | 1.  | 2016年2月 | シェルブール       | ハード (室内) | アルディン・セキッチ | ケン・スクプスキ ニール・スクプスキ       | 6-4, 3-6, [6-10] |

## 人物
2024年12月、元ウェザーニューズ気象キャスターの檜山沙耶と結婚した。

## YouTuber
怪我による休養期間中の2017年に、現役のトップ選手としてはいち早く自身のYouTubeチャンネルを立ち上げ、それ以来テニスの魅力を舞台裏から積極的に発信している。登録者数は6.2万人(2023/6/1時点)